# Trachycarpus geminisectus
Trachycarpus geminisectus là loài thực vật có hoa thuộc họ Arecaceae. Loài này được Spanner & al. mô tả khoa học đầu tiên năm 2003.